# 高桥街道 (西安市)
高桥街道，是中华人民共和国陕西省西安市长安区下辖的一个乡镇级行政单位。

## 行政区划
高桥街道下辖以下地区：
曹坊村、严大村、严小村、五磨坊村、韩麻村、韩南村、计家村、阴水坊村、马务村、庄摆樊村、南江渡村、西江渡村、曹家庄村、东马坊村、西马坊村和屯铺村。